# Villa Normandy
Villa Normandy è una storica residenza eclettica di Mar del Plata in Argentina.

## Storia
La villa venne eretta nel tra il 1918 e il 1919 secondo il progetto dell'architetto Gastón Mallet su commissione del signor Felix Delo, il quale desiderava dotarsi di una residenza estiva in cui trascorrere del tempo in villeggiatura con la sua famiglia. In seguito ha anche ospitato il consolato della Repubblica italiana di Mar del Plata. Oggi, invece, è sede di alcuni uffici municipali.

## Descrizione
L'edificio presenta uno stile pittoresco di stampo neonormanno; sia l'architetto che il committente, d'altronde, erano originari del nord della Francia. La villa si sviluppa su quattro livelli e le sue facciate presentano materiali diversi a seconda del livello: il basamento perimetrale è in pietra, il secondo livello possiede fasce orizzontali di intonaco alternate a fasce di mattoni, mentre i piani superiori sono rivestiti da intonaci policromatici e presentano un'intelaiatura a graticcio.